# Isildur
Isildur (/iˈsildur/) è un personaggio di Arda, l'universo immaginario creato dallo scrittore inglese J. R. R. Tolkien, citato nel Silmarillion, nel Signore degli Anelli, nei Racconti incompiuti e in alcuni volumi de La storia della Terra di Mezzo. È un Dunedain di Númenor, figlio di Elendil, e fu il secondo re dei reami Numenoreani di Gondor e Arnor. Il suo nome significa "devoto alla luna".

## Biografia
Isildur nacque nel 3209 della Seconda Era a Númenor, primo figlio di Elendil figlio di Amandil, l'ultimo dei Signori di Andúnië. Ebbe un fratello più giovane, Anárion. Isildur ebbe quattro figli, tre dei quali nati a Númenor prima dell'Akallabeth e l'ultimo a Gran Burrone: Elendur, Aratan, Ciryon e Valandil.
In giovinezza, durante la corruzione di Sauron su Númenor, Isildur ebbe la saggezza di cogliere un frutto del Nimloth, l'Albero Bianco di Númenor, prima che esso venisse distrutto dal Re Ar-Pharazôn, sotto l'influenza di Sauron, riuscendo in tal modo a preservare la sopravvivenza dell'Albero. Nella fuga dal palazzo reale, dopo aver sottratto il frutto, dovette combattere con le guardie, che si erano allertate dalla sua presenza, e venne ferito mortalmente, arrivando alla casa del padre in fin di vita. Allora il frutto, riconoscente, fece un prodigio e lo guarì del tutto. Isildur, quindi, ne piantò il seme nel giardino della casa del nonno Amandil a Rómenna.
Quando, assieme al padre ed al fratello, Isildur abbandonò Númenor poco prima che le flotte di Ar-Pharazôn cominciassero l'invasione di Valinor e Númenor venisse conseguentemente completamente distrutta, portò con sé l'alberello cresciuto dal seme di Nimloth.
Giunti nella Terra di Mezzo, il padre Elendil si stabilì a nord, fondando il reame di Arnor, mentre Isildur e il fratello Anárion si spinsero a sud, fondando il regno di Gondor. Isildur si stabilì sulla riva orientale del fiume Anduin fondando la città di Minas Ithil, dove piantò quello che poi divenne il Primo Albero Bianco di Gondor, e la provincia dell'Ithilien. Nel 3428, tuttavia, Sauron, il cui spirito era sopravvissuto alla caduta e rientrato a Mordor, iniziò l'invasione degli Stati Liberi, e Isildur fuggì in Arnor lasciando al fratello il governo di Gondor.
Nel 3434 Isildur, insieme a suo padre e al signore degli elfi Gil-galad, tornò al Sud al comando dell'Ultima Alleanza tra gli Elfi e gli Uomini, sfidando Sauron prima nella vittoriosa battaglia di Dagorlad, e poi sulle pendici del Monte Fato. Lì trovarono la morte sia suo fratello Anárion che suo padre Elendil e il re elfico Gil-galad. Questi ultimi due riuscirono ad abbattere la forma corporea di Sauron, perendo però nell'impresa. Isildur ebbe la prontezza di tagliare dal dito di Sauron l'Unico Anello con ciò che rimaneva della spada di suo padre, Narsil. Sauron fu così sconfitto e fuggì all'Est, garantendo pace alla Terra di Mezzo. Tuttavia, a dispetto delle raccomandazioni del sire elfico Elrond, Isildur non distrusse l'Anello ma se ne appropriò legandolo al proprio casato. Isildur lasciò al nipote Meneldil, figlio di suo fratello, il controllo di Gondor, ed egli ritornò ad Arnor con i suoi tre figli.
Lungo la strada per Gran Burrone, tuttavia, ai Campi Iridati, essi vennero attaccati dagli Orchi e i figli di Isildur furono uccisi. Isildur, pentito per aver tenuto l'Anello e non averlo consegnato ai custodi dei Tre anelli elfici, tentò di fuggire; gettò via le armi e l'armatura e si lanciò nel fiume, infilandosi l'Anello per rendersi invisibile. Ma l'Anello scivolò via dal suo dito e un arciere degli Orchi lo colpì alla gola, uccidendolo. Da quel momento l'Anello fu chiamato il Flagello d'Isildur, e di esso si perse ogni traccia finché non fu ritrovato da Sméagol. Il corpo del Re non fu più ritrovato; solamente 3000 anni dopo Saruman il Bianco ritrovò la stella di Elendil che Isildur portava, e la catenella con cui fissava l'Anello al collo. È ipotizzato che lo stregone abbia trovato i resti del re e li abbia bruciati in una fornace in segno di disprezzo.
Solo in tre scamparono al disastro, e Othar, il suo scudiero, portò a Gran Burrone i frammenti di Narsil e l'Anello di Barahir, affidatigli da Isildur quando ormai aveva capito che tutto era perduto.
Isildur fu l'ultimo e il più valoroso re a governare su entrambi i due regni degli Uomini, finché il suo discendente Aragorn - col nome di Re Elessar - non riunì i regni dopo aver affrontato l'ultima minaccia di Sauron. Dei figli di Isildur si salvò infatti il quarto, Valandil, il quale si trovava con sua madre a Gran Burrone nel momento del disastro dei Campi Iridati.
Da Valandil discese la stirpe regale di Arnor e, dopo la scissione di questo, quella di Arthedain, Cardolan e Rhudaur.

### Famiglia
|  |  |  |  |         |         |         |         |         |         |         |         | Elros         |           |           |           |                             |                             |                             |                             |                             |                             |                       |                       |                       |                       |          |          |         |        |                 |                 |                 |                 |                 |                 |  |  |  |  |  |  |  |  |  |  |  |  |  |  |  |  |  |  |  |  |  |  |  |  |  |  |
|  |  |  |  |         |         |         |         |         |         |         |         |               |           |           |           |                             |                             |                             |                             |                             |                             |                       |                       |                       |                       |          |          |         |        |                 |                 |                 |                 |                 |                 |  |  |  |  |  |  |  |  |  |  |  |  |  |  |  |  |  |  |  |  |  |  |  |  |  |  |
|  |  |  |  |         |         |         |         |         |         |         |         | Re di Númenor |           |           |           |                             |                             |                             |                             |                             |                             |                       |                       |                       |                       |          |          |         |        |                 |                 |                 |                 |                 |                 |  |  |  |  |  |  |  |  |  |  |  |  |  |  |  |  |  |  |  |  |  |  |  |  |  |  |
|  |  |  |  |         |         |         |         |         |         |         |         |               |           |           |           |                             |                             |                             |                             |                             |                             |                       |                       |                       |                       |          |          |         |        |                 |                 |                 |                 |                 |                 |  |  |  |  |  |  |  |  |  |  |  |  |  |  |  |  |  |  |  |  |  |  |  |  |  |  |
|  |  |  |  |         |         |         |         |         |         |         |         | Silmariën     | Silmariën | Silmariën | Silmariën | Silmariën                   | Silmariën                   |                             |                             | Elatan di Andúnië           | Elatan di Andúnië           | Elatan di Andúnië     | Elatan di Andúnië     | Elatan di Andúnië     | Elatan di Andúnië     |          |          |         |        |                 |                 |                 |                 |                 |                 |  |  |  |  |  |  |  |  |  |  |  |  |  |  |  |  |  |  |  |  |  |  |  |  |  |  |
|  |  |  |  |         |         |         |         |         |         |         |         | Silmariën     | Silmariën | Silmariën | Silmariën | Silmariën                   | Silmariën                   |                             |                             | Elatan di Andúnië           | Elatan di Andúnië           | Elatan di Andúnië     | Elatan di Andúnië     | Elatan di Andúnië     | Elatan di Andúnië     |          |          |         |        |                 |                 |                 |                 |                 |                 |  |  |  |  |  |  |  |  |  |  |  |  |  |  |  |  |  |  |  |  |  |  |  |  |  |  |
|  |  |  |  |         |         |         |         |         |         |         |         |               |           |           |           |                             |                             |                             |                             |                             |                             |                       |                       |                       |                       |          |          |         |        |                 |                 |                 |                 |                 |                 |  |  |  |  |  |  |  |  |  |  |  |  |  |  |  |  |  |  |  |  |  |  |  |  |  |  |
|  |  |  |  |         |         |         |         |         |         |         |         |               |           |           |           | Valandil                    |                             |                             |                             |                             |                             |                       |                       |                       |                       |          |          |         |        |                 |                 |                 |                 |                 |                 |  |  |  |  |  |  |  |  |  |  |  |  |  |  |  |  |  |  |  |  |  |  |  |  |  |  |
|  |  |  |  |         |         |         |         |         |         |         |         |               |           |           |           |                             |                             |                             |                             |                             |                             |                       |                       |                       |                       |          |          |         |        |                 |                 |                 |                 |                 |                 |  |  |  |  |  |  |  |  |  |  |  |  |  |  |  |  |  |  |  |  |  |  |  |  |  |  |
|  |  |  |  |         |         |         |         |         |         |         |         |               |           |           |           | Signori di Andúnië          |                             |                             |                             |                             |                             |                       |                       |                       |                       |          |          |         |        |                 |                 |                 |                 |                 |                 |  |  |  |  |  |  |  |  |  |  |  |  |  |  |  |  |  |  |  |  |  |  |  |  |  |  |
|  |  |  |  |         |         |         |         |         |         |         |         |               |           |           |           |                             |                             |                             |                             |                             |                             |                       |                       |                       |                       |          |          |         |        |                 |                 |                 |                 |                 |                 |  |  |  |  |  |  |  |  |  |  |  |  |  |  |  |  |  |  |  |  |  |  |  |  |  |  |
|  |  |  |  |         |         |         |         |         |         |         |         |               |           |           |           | Amandil                     |                             |                             |                             |                             |                             |                       |                       |                       |                       |          |          |         |        |                 |                 |                 |                 |                 |                 |  |  |  |  |  |  |  |  |  |  |  |  |  |  |  |  |  |  |  |  |  |  |  |  |  |  |
|  |  |  |  |         |         |         |         |         |         |         |         |               |           |           |           |                             |                             |                             |                             |                             |                             |                       |                       |                       |                       |          |          |         |        |                 |                 |                 |                 |                 |                 |  |  |  |  |  |  |  |  |  |  |  |  |  |  |  |  |  |  |  |  |  |  |  |  |  |  |
|  |  |  |  |         |         |         |         |         |         |         |         |               |           |           |           | Elendil                     |                             |                             |                             |                             |                             |                       |                       |                       |                       |          |          |         |        |                 |                 |                 |                 |                 |                 |  |  |  |  |  |  |  |  |  |  |  |  |  |  |  |  |  |  |  |  |  |  |  |  |  |  |
|  |  |  |  |         |         |         |         |         |         |         |         |               |           |           |           |                             |                             |                             |                             |                             |                             |                       |                       |                       |                       |          |          |         |        |                 |                 |                 |                 |                 |                 |  |  |  |  |  |  |  |  |  |  |  |  |  |  |  |  |  |  |  |  |  |  |  |  |  |  |
|  |  |  |  |         |         |         |         |         |         |         |         |               |           |           |           |                             |                             |                             |                             |                             |                             |                       |                       |                       |                       |          |          |         |        |                 |                 |                 |                 |                 |                 |  |  |  |  |  |  |  |  |  |  |  |  |  |  |  |  |  |  |  |  |  |  |  |  |  |  |
|  |  |  |  |         |         |         |         |         |         | Isildur | Isildur | Isildur       | Isildur   | Isildur   | Isildur   |                             |                             |                             |                             |                             |                             | Anárion               | Anárion               | Anárion               | Anárion               | Anárion  | Anárion  |         |        |                 |                 |                 |                 |                 |                 |  |  |  |  |  |  |  |  |  |  |  |  |  |  |  |  |  |  |  |  |  |  |  |  |  |  |
|  |  |  |  |         |         |         |         |         |         | Isildur | Isildur | Isildur       | Isildur   | Isildur   | Isildur   |                             |                             |                             |                             |                             |                             | Anárion               | Anárion               | Anárion               | Anárion               | Anárion  | Anárion  |         |        |                 |                 |                 |                 |                 |                 |  |  |  |  |  |  |  |  |  |  |  |  |  |  |  |  |  |  |  |  |  |  |  |  |  |  |
|  |  |  |  |         |         |         |         |         |         |         |         |               |           |           |           |                             |                             |                             |                             |                             |                             |                       |                       |                       |                       |          |          |         |        |                 |                 |                 |                 |                 |                 |  |  |  |  |  |  |  |  |  |  |  |  |  |  |  |  |  |  |  |  |  |  |  |  |  |  |
|  |  |  |  | Elendur | Elendur | Elendur | Elendur | Elendur | Elendur |         |         | Ciryon        | Ciryon    | Ciryon    | Ciryon    | Ciryon                      | Ciryon                      |                             |                             |                             |                             | 3 figlie              | 3 figlie              | 3 figlie              | 3 figlie              | 3 figlie | 3 figlie |         |        | Meneldil        | Meneldil        | Meneldil        | Meneldil        | Meneldil        | Meneldil        |  |  |  |  |  |  |  |  |  |  |  |  |  |  |  |  |  |  |  |  |  |  |  |  |  |  |
|  |  |  |  | Elendur | Elendur | Elendur | Elendur | Elendur | Elendur |         |         | Ciryon        | Ciryon    | Ciryon    | Ciryon    | Ciryon                      | Ciryon                      |                             |                             |                             |                             | 3 figlie              | 3 figlie              | 3 figlie              | 3 figlie              | 3 figlie | 3 figlie |         |        | Meneldil        | Meneldil        | Meneldil        | Meneldil        | Meneldil        | Meneldil        |  |  |  |  |  |  |  |  |  |  |  |  |  |  |  |  |  |  |  |  |  |  |  |  |  |  |
|  |  |  |  |         |         |         |         | Aratan  | Aratan  | Aratan  | Aratan  | Aratan        | Aratan    |           |           | Valandil                    | Valandil                    | Valandil                    | Valandil                    | Valandil                    | Valandil                    |                       |                       |                       |                       |          |          |         |        | Cemendur        | Cemendur        | Cemendur        | Cemendur        | Cemendur        | Cemendur        |  |  |  |  |  |  |  |  |  |  |  |  |  |  |  |  |  |  |  |  |  |  |  |  |  |  |
|  |  |  |  |         |         |         |         | Aratan  | Aratan  | Aratan  | Aratan  | Aratan        | Aratan    |           |           | Valandil                    | Valandil                    | Valandil                    | Valandil                    | Valandil                    | Valandil                    |                       |                       |                       |                       |          |          |         |        | Cemendur        | Cemendur        | Cemendur        | Cemendur        | Cemendur        | Cemendur        |  |  |  |  |  |  |  |  |  |  |  |  |  |  |  |  |  |  |  |  |  |  |  |  |  |  |
|  |  |  |  |         |         |         |         |         |         |         |         |               |           |           |           | Re di Arnor Re di Arthedain | Re di Arnor Re di Arthedain | Re di Arnor Re di Arthedain | Re di Arnor Re di Arthedain | Re di Arnor Re di Arthedain | Re di Arnor Re di Arthedain |                       |                       |                       |                       |          |          |         |        | Re di Gondor    | Re di Gondor    | Re di Gondor    | Re di Gondor    | Re di Gondor    | Re di Gondor    |  |  |  |  |  |  |  |  |  |  |  |  |  |  |  |  |  |  |  |  |  |  |  |  |  |  |
|  |  |  |  |         |         |         |         |         |         |         |         |               |           |           |           | Re di Arnor Re di Arthedain | Re di Arnor Re di Arthedain | Re di Arnor Re di Arthedain | Re di Arnor Re di Arthedain | Re di Arnor Re di Arthedain | Re di Arnor Re di Arthedain |                       |                       |                       |                       |          |          |         |        | Re di Gondor    | Re di Gondor    | Re di Gondor    | Re di Gondor    | Re di Gondor    | Re di Gondor    |  |  |  |  |  |  |  |  |  |  |  |  |  |  |  |  |  |  |  |  |  |  |  |  |  |  |
|  |  |  |  |         |         |         |         |         |         |         |         |               |           |           |           |                             |                             |                             |                             |                             |                             |                       |                       |                       |                       |          |          | Ondoher |        |                 |                 |                 |                 |                 |                 |  |  |  |  |  |  |  |  |  |  |  |  |  |  |  |  |  |  |  |  |  |  |  |  |  |  |
|  |  |  |  |         |         |         |         |         |         |         |         |               |           |           |           |                             |                             |                             |                             |                             |                             |                       |                       |                       |                       |          |          |         |        |                 |                 |                 |                 |                 |                 |  |  |  |  |  |  |  |  |  |  |  |  |  |  |  |  |  |  |  |  |  |  |  |  |  |  |
|  |  |  |  |         |         |         |         |         |         |         |         |               |           |           |           | Arvedui                     | Arvedui                     | Arvedui                     | Arvedui                     | Arvedui                     | Arvedui                     |                       |                       | Fíriel                | Fíriel                | Fíriel   | Fíriel   | Fíriel  | Fíriel |                 |                 |                 |                 |                 |                 |  |  |  |  |  |  |  |  |  |  |  |  |  |  |  |  |  |  |  |  |  |  |  |  |  |  |
|  |  |  |  |         |         |         |         |         |         |         |         |               |           |           |           | Arvedui                     | Arvedui                     | Arvedui                     | Arvedui                     | Arvedui                     | Arvedui                     |                       |                       | Fíriel                | Fíriel                | Fíriel   | Fíriel   | Fíriel  | Fíriel |                 |                 |                 |                 |                 |                 |  |  |  |  |  |  |  |  |  |  |  |  |  |  |  |  |  |  |  |  |  |  |  |  |  |  |
|  |  |  |  |         |         |         |         |         |         |         |         |               |           |           |           |                             |                             |                             |                             |                             |                             |                       |                       |                       |                       |          |          |         |        |                 |                 |                 |                 |                 |                 |  |  |  |  |  |  |  |  |  |  |  |  |  |  |  |  |  |  |  |  |  |  |  |  |  |  |
|  |  |  |  |         |         |         |         |         |         |         |         |               |           |           |           |                             |                             |                             |                             | Capitani dei Dúnedain       | Capitani dei Dúnedain       | Capitani dei Dúnedain | Capitani dei Dúnedain | Capitani dei Dúnedain | Capitani dei Dúnedain |          |          | Elrond  | Elrond | Elrond          | Elrond          | Elrond          | Elrond          |                 |                 |  |  |  |  |  |  |  |  |  |  |  |  |  |  |  |  |  |  |  |  |  |  |  |  |  |  |
|  |  |  |  |         |         |         |         |         |         |         |         |               |           |           |           |                             |                             |                             |                             | Capitani dei Dúnedain       | Capitani dei Dúnedain       | Capitani dei Dúnedain | Capitani dei Dúnedain | Capitani dei Dúnedain | Capitani dei Dúnedain |          |          | Elrond  | Elrond | Elrond          | Elrond          | Elrond          | Elrond          |                 |                 |  |  |  |  |  |  |  |  |  |  |  |  |  |  |  |  |  |  |  |  |  |  |  |  |  |  |
|  |  |  |  |         |         |         |         |         |         |         |         |               |           |           |           |                             |                             |                             |                             | Aragorn                     | Aragorn                     | Aragorn               | Aragorn               | Aragorn               | Aragorn               |          |          | Arwen   | Arwen  | Arwen           | Arwen           | Arwen           | Arwen           |                 |                 |  |  |  |  |  |  |  |  |  |  |  |  |  |  |  |  |  |  |  |  |  |  |  |  |  |  |
|  |  |  |  |         |         |         |         |         |         |         |         |               |           |           |           |                             |                             |                             |                             | Aragorn                     | Aragorn                     | Aragorn               | Aragorn               | Aragorn               | Aragorn               |          |          | Arwen   | Arwen  | Arwen           | Arwen           | Arwen           | Arwen           |                 |                 |  |  |  |  |  |  |  |  |  |  |  |  |  |  |  |  |  |  |  |  |  |  |  |  |  |  |
|  |  |  |  |         |         |         |         |         |         |         |         |               |           |           |           |                             |                             |                             |                             |                             |                             |                       |                       |                       |                       |          |          |         |        |                 |                 |                 |                 |                 |                 |  |  |  |  |  |  |  |  |  |  |  |  |  |  |  |  |  |  |  |  |  |  |  |  |  |  |
|  |  |  |  |         |         |         |         |         |         |         |         |               |           |           |           |                             |                             |                             |                             |                             |                             |                       |                       |                       |                       |          |          |         |        |                 |                 |                 |                 |                 |                 |  |  |  |  |  |  |  |  |  |  |  |  |  |  |  |  |  |  |  |  |  |  |  |  |  |  |
|  |  |  |  |         |         |         |         |         |         |         |         |               |           |           |           |                             |                             |                             |                             | Eldarion                    | Eldarion                    | Eldarion              | Eldarion              | Eldarion              | Eldarion              |          |          |         |        | almeno 2 figlie | almeno 2 figlie | almeno 2 figlie | almeno 2 figlie | almeno 2 figlie | almeno 2 figlie |  |  |  |  |  |  |  |  |  |  |  |  |  |  |  |  |  |  |  |  |  |  |  |  |  |  |
|  |  |  |  |         |         |         |         |         |         |         |         |               |           |           |           |                             |                             |                             |                             | Eldarion                    | Eldarion                    | Eldarion              | Eldarion              | Eldarion              | Eldarion              |          |          |         |        | almeno 2 figlie | almeno 2 figlie | almeno 2 figlie | almeno 2 figlie | almeno 2 figlie | almeno 2 figlie |  |  |  |  |  |  |  |  |  |  |  |  |  |  |  |  |  |  |  |  |  |  |  |  |  |  |
|  |  |  |  |         |         |         |         |         |         |         |         |               |           |           |           |                             |                             |                             |                             | Re dei Regni Riuniti        |                             |                       |                       |                       |                       |          |          |         |        |                 |                 |                 |                 |                 |                 |  |  |  |  |  |  |  |  |  |  |  |  |  |  |  |  |  |  |  |  |  |  |  |  |  |  |

## Adattamenti
Nel lungometraggio animato Il Signore degli Anelli del 1978 di Ralph Bakshi Isildur compare nel prologo dove vengono riassunti i fatti salienti della guerra contro Sauron da parte dell'ultima alleanza di uomini ed elfi e qui Isildur compare come una silhouette nera.
Nel film Il Signore degli Anelli - La Compagnia dell'Anello del 2001 di Peter Jackson Isildur viene interpretato nel prologo dal attore Harry Sinclair.
Nella serie televisiva Il Signore degli Anelli - Gli Anelli del Potere di Amazon Prime Video, Isildur è interpretato da Maxim Baldry con la voce italiana di Federico Campaiola.
È uno dei quattro personaggi giocabili del videogioco Il Signore degli Anelli: Le due torri. Utilizzabile inizialmente solo nel tutorial ambientato durante la battaglia di Monte Fato una volta completato il gioco è utilizzabile in tutte le missioni. Esso in realtà costituisce nient'altro che una skin alternativa del personaggio di Aragorn poiché possiede le stesse identiche mosse, seppur sia leggermente più potente.
Compare anche in modo marginale nella serie di videogiochi strategici La battaglia per la Terra di Mezzo.
È un antagonista nel videogioco La Terra di Mezzo: L'ombra della guerra sotto forma di uno dei nove Nazgûl di Sauron.